# Бугяняй (Тельшяйский район)
Бугяняй (лит. Būgeniai) — деревня в Тельшяйском районе Тельшяйского уезда Литвы. Входит в состав Няримдайчяйской сянюнайтии Няваренайского староства.

## География
Находится в юго-западной части староства на реке Бугянис (в километре севернее её истока).
Расстояние до Бугяняй от:
- административного центра староства: напрямую — 9 км юго-восточнее, по автодорогам — 12,5 км[10];
- административного центра района и уезда: напрямую — 15 км северо-восточнее, по автодорогам — 20 км[10];
- столицы Литвы: напрямую — 235 км северо-западнее, по автодорогам — 302 км[10].

## История
Административное подчинение: 

По состоянию на 1902 год деревня относилась к Гадоновской волости Тельшевского уезда Ковенской губернии.
С 1950 года по 1995 год деревня входила в состав Няваренайской апилинки.
С 1995 года входит в состав Няваренайского староства.
В 2009 году Няваренайское староство было подразделено на 3 сянюнайтии, Бугяняй с соседними населёнными пунктами составили Няримдайчяйскую сянюнайтию.

## Население
Согласно данным переписи населения Литвы 2001 года в деревне проживал 21 человек.
| 1902                           | 1981 | 2001 |
| ------------------------------ | ---- | ---- |
| 10                             | 20   | 21   |
| Гистограмма динамики населения |      |      |

## Транспорт
По территории деревни проходит автодорога районного значения 4625 (Вирменай-Няримдайчяй-Бугяняй).